# Río Kalaly
El río Kalaly o Kalali o Kaliali (del ruso: Калалы, Калали, Калялы) es un río del krai de Krasnodar y del krai de Stávropol, en el sur de Rusia, afluente del Yegorlyk, que lo es del Manych Occidental, de la cuenca del Don.

## Curso
Tiene una longitud de 111 km y 2 060 km² de cuenca. Nace en el raión de Kavkázskaya, 4 km al norte de Chernomurovski. Discurre en dirección nordeste durante los primeros 11 km de su curso, para luego virar al nordeste hasta pasar Dmítriyevskaya. En Ilínskaya entra en el raión de Bélaya Glina gira al este, dirección que predomina en su curso medio en el que pasa por Uspénskaya y Novolokinskaya y recibe al Rasshevatka. En su curso inferior (en el que entra en el raión de Krasnogvardéiskoye y constituye frontera entre los dos krais) discurre sinuosamente hacia el norte y el este pasando por Shturm, Kommunar (donde recibe al Tatarka) y Zerkalni, para desembocar en el Yegorlyk entre Bogomólov y Privólnoye.